# 몽모랑시 폭포
몽모랑시 폭포(Montmorency Falls, 프랑스어: Chutes Montmorency)는 캐나다 퀘벡 시의 몽모랑시 강에 있는 폭포이다. 퀘벡시의 구시가 중심부에서 13km 정도 떨어진 곳에 있다. 퀘벡 시의 보포르 자치구(뷰포트)와 보와샤텔 구의 경계가 되고 있다.

## 개요
낙차 84m, 폭 46m, 용소의 깊이 17m로 폭포로 낙차에 대해서는 캐나다의 나이아가라 폭포 보다 30m 높다. 몽모랑시 강이 세인트 로렌스 강에 흘러드는 합류점 (하구) 부근에 있으며, 오를레앙 섬에 접해있다. 폭포의 이름은 이후 1620년부터 1625년에 걸쳐 누벨프랑스의 총독을 맡게 된 몽모랑시 공작 앙리 2세를 기리기 위해 1613년에 사뮈엘 드 샹플랭에 의해 명명되었다.
주변 일대는 ‘몽모랑시 폭포 공원’(Montmorency Falls Park, 프랑스어: Parc de la Chutes-Montmorency)으로 지정되어 있으며, 관광을 위한 편의 시설이 정비되어 있다. 폭포 주변에는 간이 전망대와 계단이 있는 것 외에 상단에 현수교가 놓여 있어 다양한 각도에서 폭포를 바라 볼 수 있게 되어 있다. 또한 용소와 상단을 연결하는 케이블카도 운행되고 있다.
여름철에는 폭포를 배경으로 공원에서 불꽃놀이가 벌어진다. 또한 강바닥에 대량의 철 성분이 포함되어 있기 때문에 여름이 되면 노랗게 빛나게 된다. 반면 겨울철에는 용소 부근이 얼어 설산 모양으로 분위기뿐만 아니라 관광명소의 일환으로 빙벽 등반도 이루어지고 있다.

## 역사
18세기에 프랑스 왕국 · 스페인 제국과 그레이트 브리튼 왕국과의 사이에서 벌어진 프렌치 인디언 전쟁의 전장의 하나로, 보포르 전투 시에 사용된 요새터가 공원의 동쪽에 남아있다. 영국군은 퀘벡 시 남단에 상륙을 시도하였고, 방어를 담당했던 누벨프랑스 군의 지휘관이었던 루이 조제프 드 몽칼름에 의해 밀려났지만, 그 몽모랑시 폭포의 서쪽에서 벌어진 아브라함 평원 전투에서 승리를 거두었다.
퀘벡의 아이스 호텔은 개관 당시는 몽모랑시 폭포 주변에 있었다.

## 문학
19세기의 시인인 존 키츠는 1816년에 지은 Sleep and Poetry에서 인생을 “나무 꼭대기에서 떨어가는 덧없는 나뭇잎사귀 이슬”, “그 무서운 몽모랑시 폭포 항아리에 자신의 배를 향해 있는데도 깨닫지 못한 불쌍한 인디언의 잠”이라는 취지로 형용하는 주석을 달았다.
1947년 캐나다 영화 휘스퍼링 시티에서 중심인물들이 등장하는 장면의 무대가 되었다.

## 갤러리

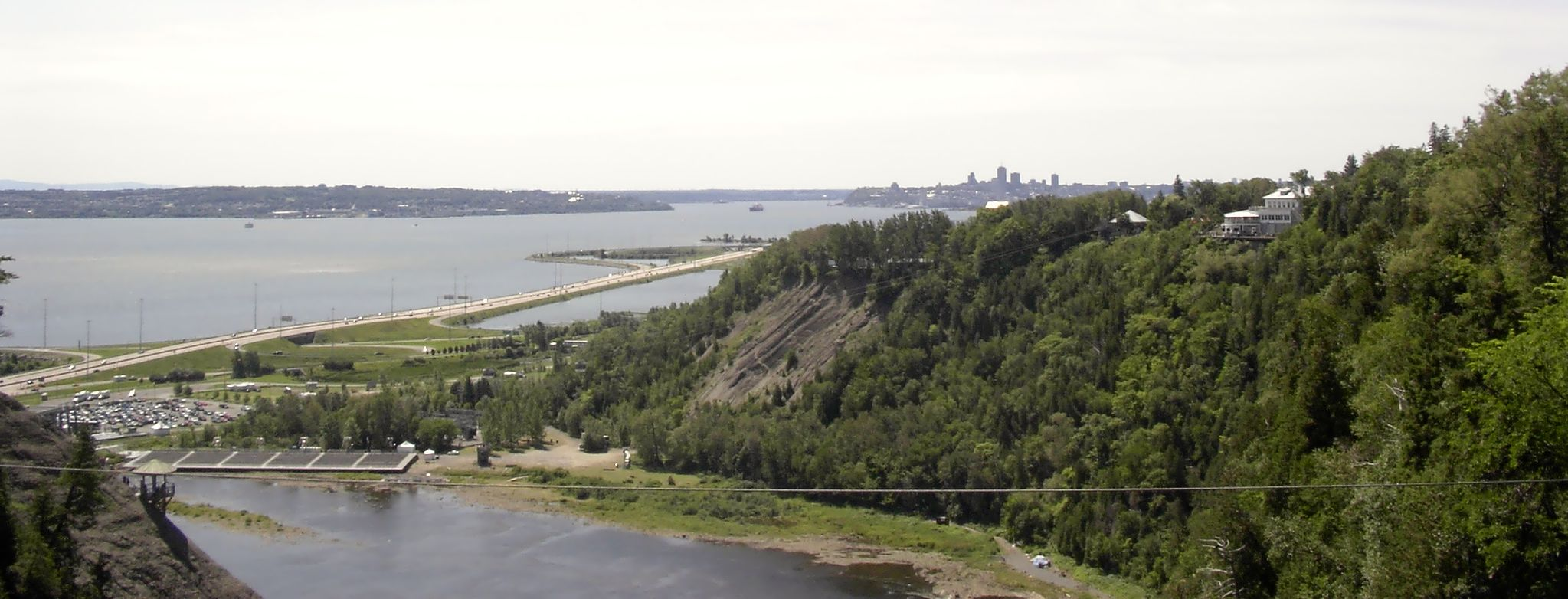
주변 지역 전망, 폭포 반대편. 퀘벡 시가 멀리 보인다
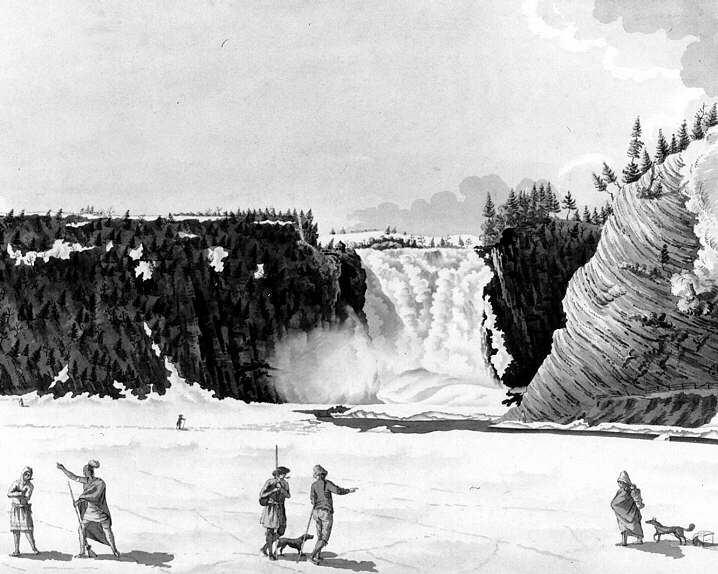
제임스 피치의 동판화, 겨울의 폭포
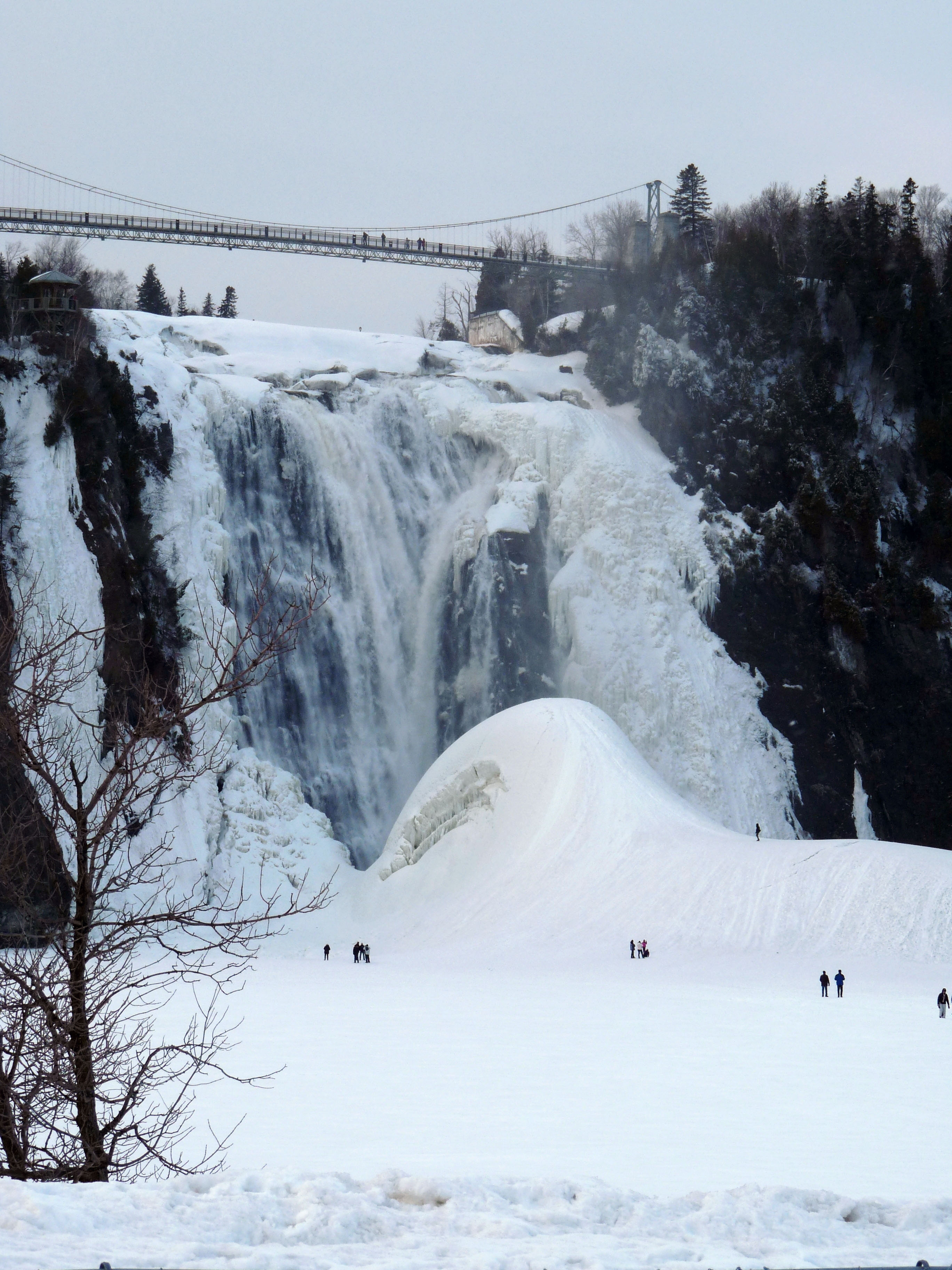
겨울의 빙벽등반
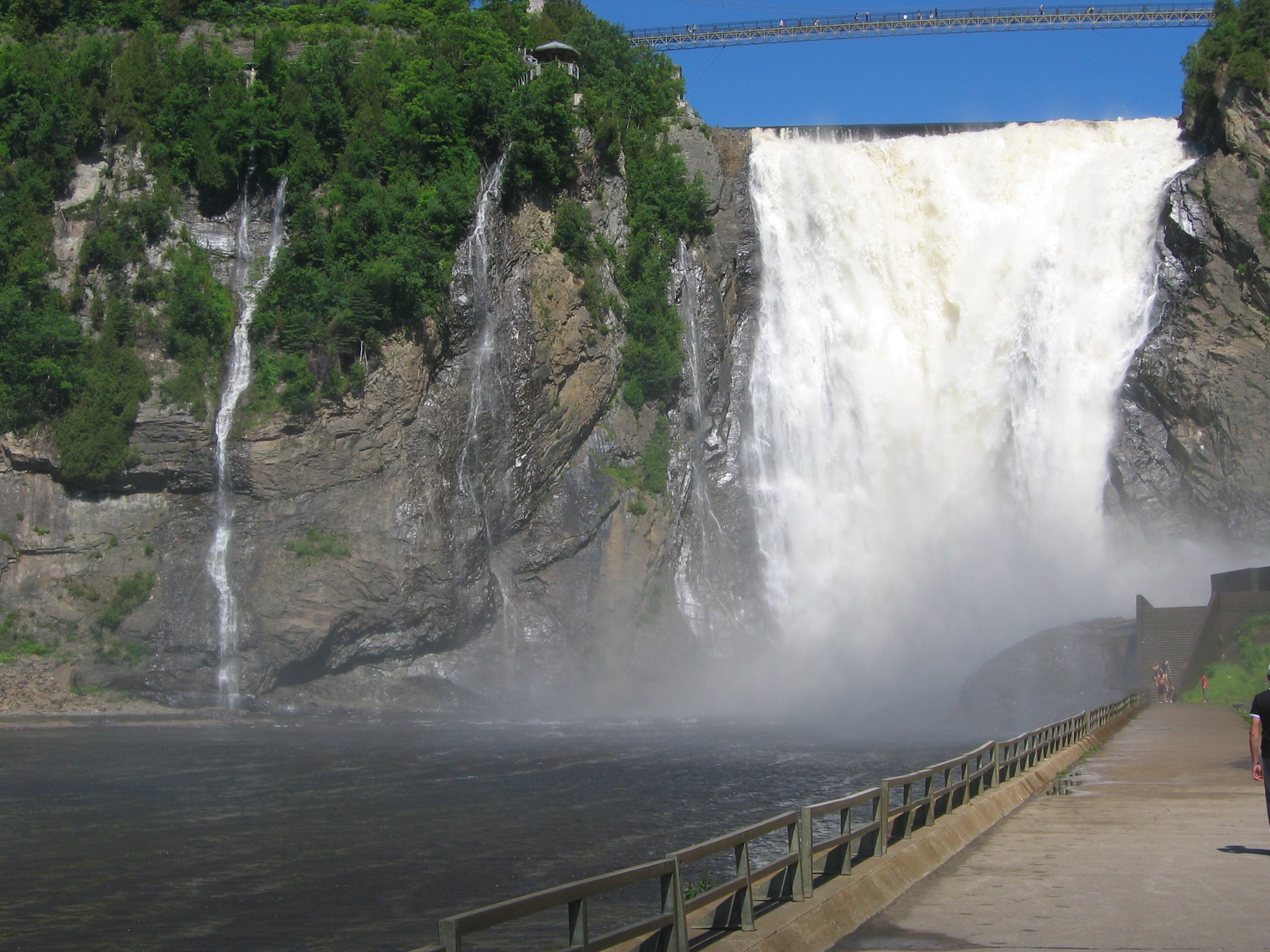
동결된 폭포
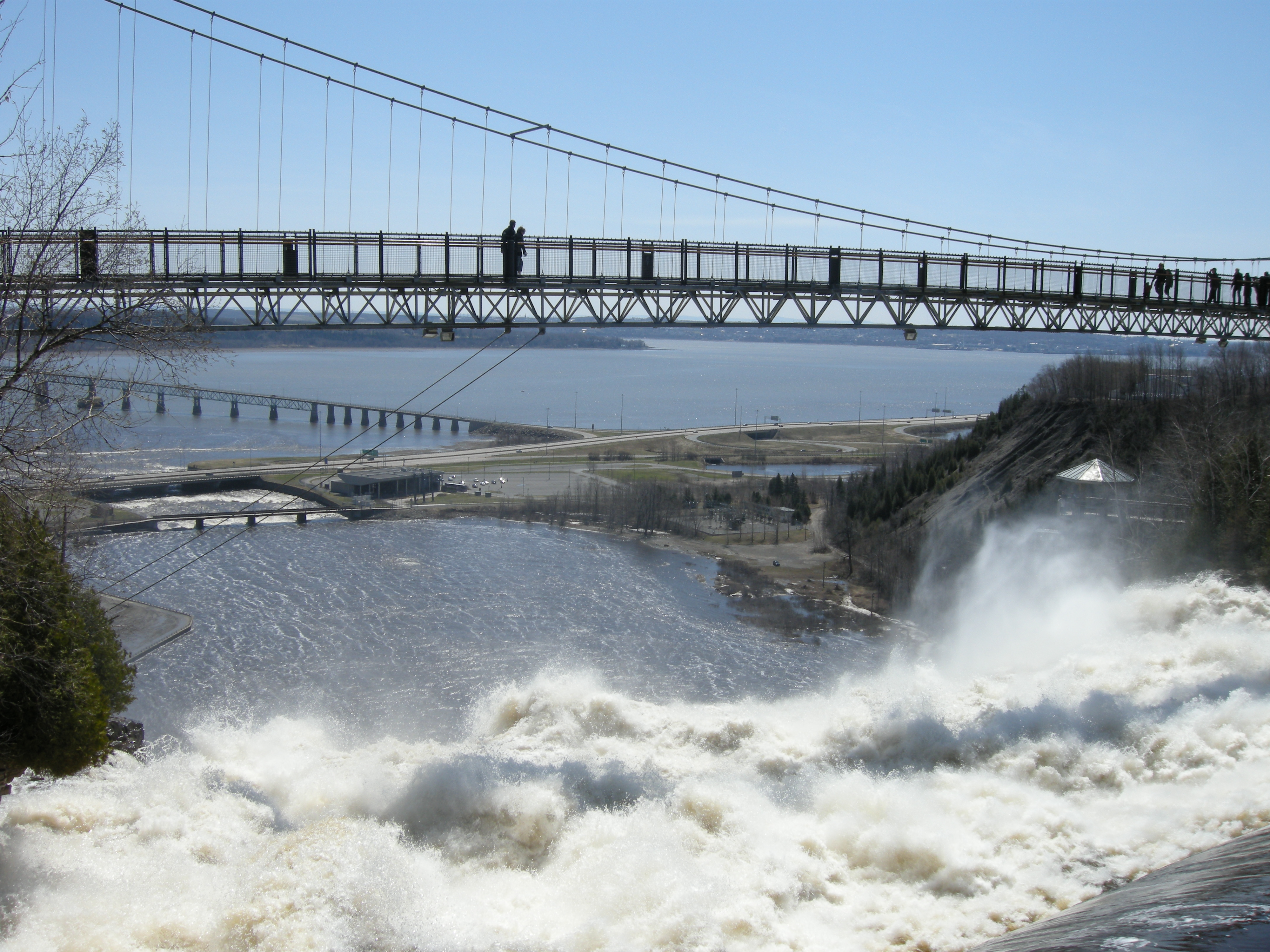
폭포 위
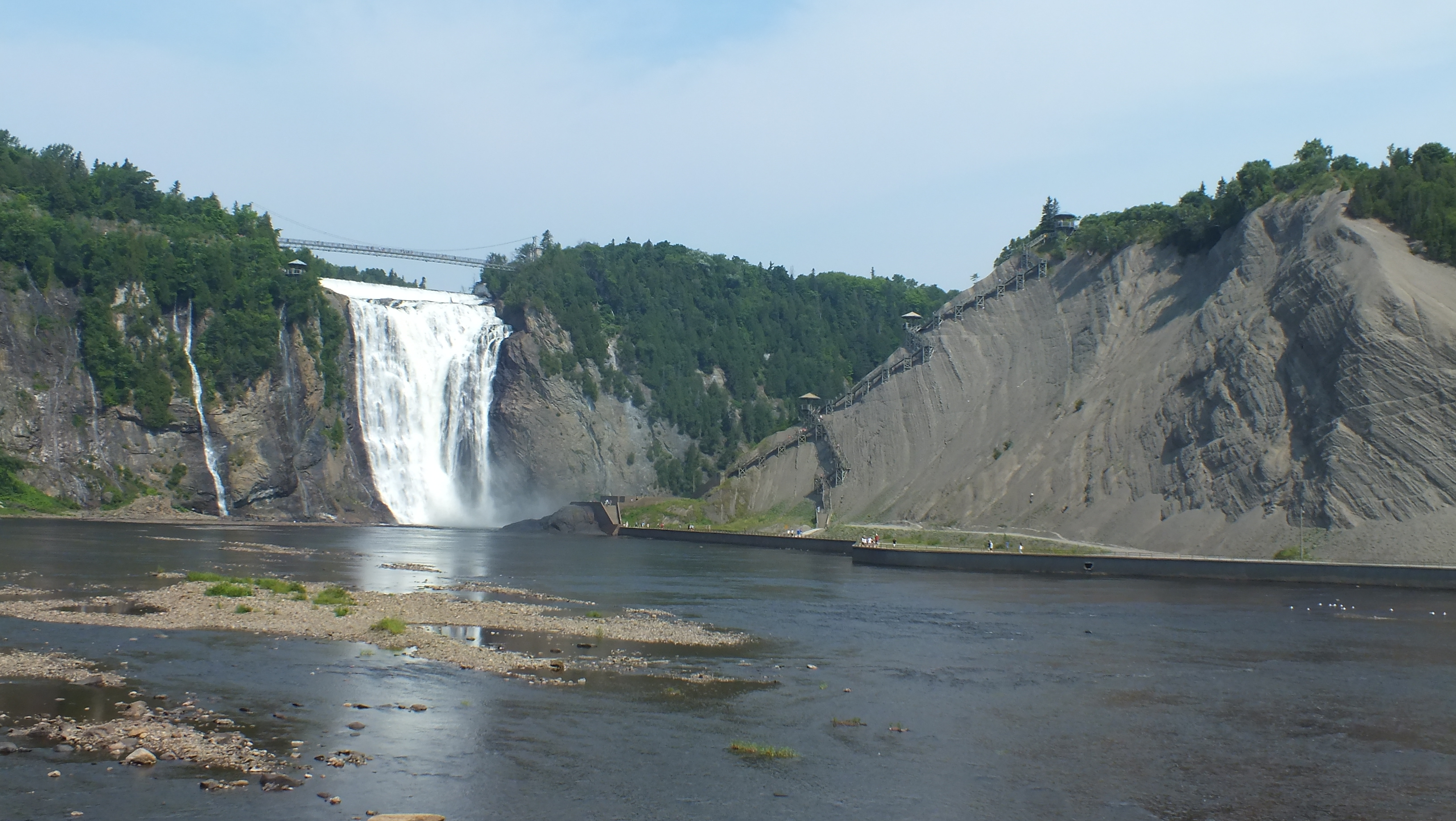
폭포 하구에서 찍은 샷